# Elizabeth Beresford, Baroness Decies

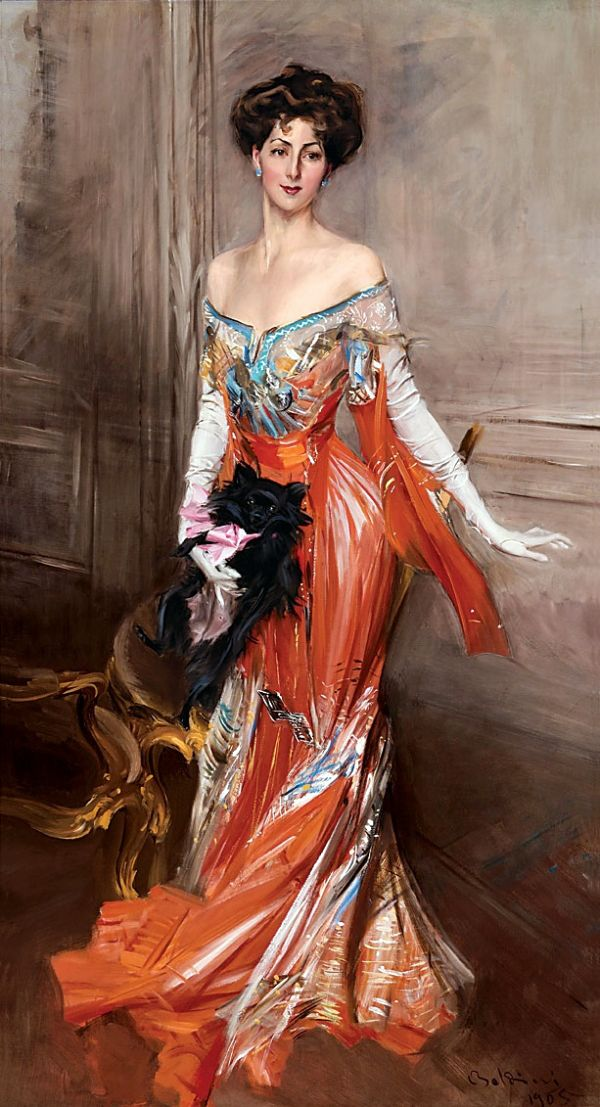
Giovanni Boldini: Elizabeth Lehr, Öl auf Leinwand, 1905

Elizabeth Beresford, Baroness Decies, geborene Elizabeth Wharton Drexel (* 22. April 1868 in Philadelphia; † 13. Juni 1944 in London) war eine US-amerikanische Schriftstellerin und High Society-Lady in der New Yorker Gesellschaft in der Belle Époque.

## Leben
Elizabeth Wharton Drexel war die jüngste Tochter des Bankiers Joseph William Drexel (1833–1888) und seiner Ehefrau Lucy Wharton (1841–1912). Ihre Kindheit drehte sich um perfektes Benehmen und die gesellschaftliche Repräsentation. Sie wurde zusammen mit ihrer älteren Schwester Lucy (1867–1944) zu Hause von Gouvernanten und Tutoren mit Hilfe der väterlichen Bibliothek unterrichtet. Neben Geographie, Geschichte, Mathematik, Kunst, Tanz und Musik lernte Elizabeth auch Französisch und Italienisch.
Am 29. Juni 1889 heiratete sie in New York John Dahlgren († 1898), einen Sohn des Konteradmirals John Adolphus Bernard Dahlgren und der Schriftstellerin Madeleine Vinton. Aus der gemeinsamen Verbindung ging ein Sohn, John Dahlgren Jr. (* 1892), hervor. Ihre Schwester Lucy heiratete 1890 ihren Schwager, Eric Bernard Dahlgren.

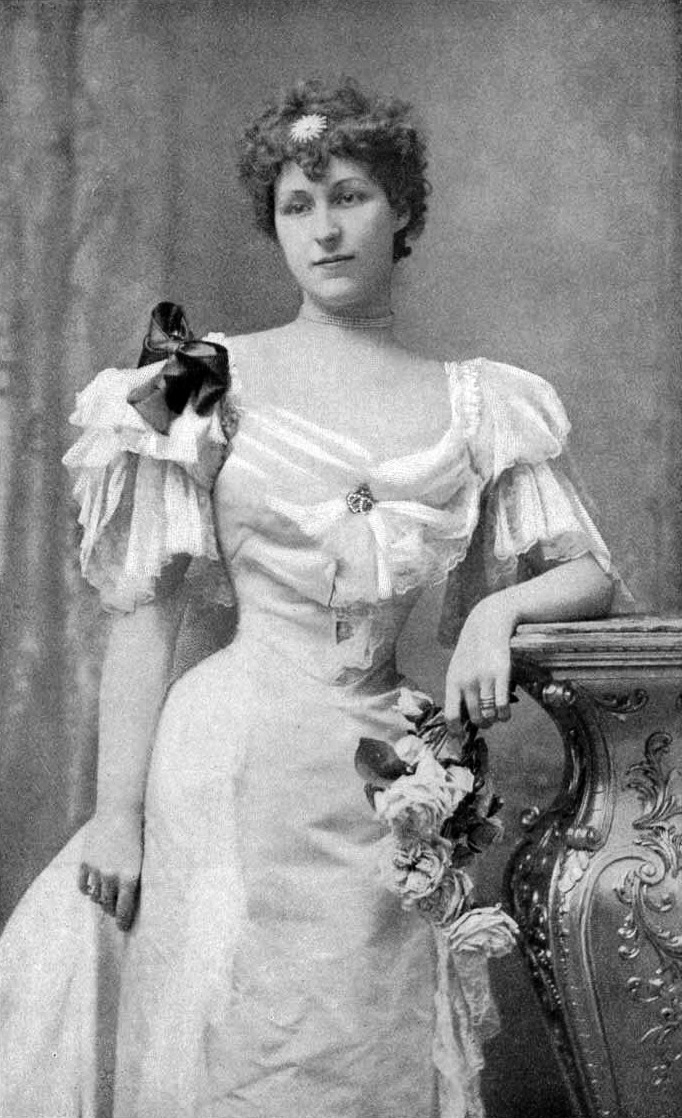
Porträt von Elizabeth Dahlgren, 1899

Um die Jahrhundertwende zog Elizabeth Dahlgren mit ihrem Sohn nach New York und wurde sofort von der damaligen Grand Dame der New Yorker Gesellschaft, Caroline Astor (1830–1908), und in den Kreis der «Four Hundred» aufgenommen. Zu dieser Zeit lernte sie den exzentrischen Lebemann Henry Symes Lehr (1869–1929), ein Sohn des deutschen Konsuls in Baltimore, kennen. Im Juni 1901 ging die 33-jährige Witwe eine erneute Ehe mit ihm ein, doch das Ehepaar führte eine «Getrennte Betten-Ehe», da Lehr eher die Gesellschaft von Männern bevorzugte. Anfang der 1910er Jahre reiste Elizabeth Lehr nach Paris und engagierte sie sich in der Tätigkeit des Internationalen Komitees vom Roten Kreuz (IKRK). Nach dem Ausbruch des Ersten Weltkriegs arbeitete sie als Krankenschwester in verschiedenen Lazaretten. Nach dem Krieg kehrte sie nach New York zurück. Anfang der 1920er Jahre diagnostizierten Ärzte bei ihrem Mann einen Gehirntumor, den er erst 1927 operieren ließ. Sie pflegte ihn schließlich bis zu seinem Tod.
Anfang der 1930er Jahre reiste Elizabeth Lehr nach England zu ihrer Freundin Consuelo Spencer-Churchill, Duchess of Marlborough. Zusammen engagierten sie sich in mehreren karitativen Organisationen, darunter im Schul- und Krankenwesen. Neben den gesellschaftlichen Verpflichtungen gehörte Elizabeth dem Zirkel von Freunden des Königs Georg V. und seiner Ehefrau Prinzessin Maria von Teck an. Im Mai 1936 heiratete sie in London als dessen zweite Gattin den irischen Aristokraten John Graham Hope de la Poer Beresford, 5. Baron Decies (1866–1944). Die Ehe, die allen Berichten zufolge glücklich verlief, blieb kinderlos. In ihrem zweiten Buch Turn of the World (1937) verarbeitete Lady Decies ihre Eindrücke bei der prunkvollen Krönung von König Georg VI. und seiner Ehefrau Lady Elizabeth Bowes-Lyon in der Westminster Abbey.

## Name in verschiedenen Lebensphasen
- 1868–1889: Elizabeth Wharton Drexel
- 1889–1901: Elizabeth Dahlgren
- 1901–1936: Elizabeth Lehr
- 1936–1944: Elizabeth Beresford, Baroness Decies